# Hoeve (oppervlaktemaat)
Hoeve (Latijn mansus) is een oude oppervlaktemaat die zijn oorsprong vond in het Karolingische hofstelsel. Een hoeve was de hoeveelheid grond waarvan een boer met zijn gezin kon leven. De grootte van een hoeve was afhankelijk van de kwaliteit van de landbouwgrond en bedroeg 10 hectare op kleigrond en 15 hectare op zandgrond.
Bekende onderverdelingen:
- 1 hoeve = 16 morgen
- 1 hoeve = 12 bunder.